# Sanssouci
Sanssouci je bivša ljetna palača pruskog kralja Fridrika II. Velikog u Potsdamu pored Berlina. Često se smatra njemačkim rivalom francuskom Versaillesu, premda je Sanssouci izgrađen u intimnom rokoko stilu i znatno je manja od svog francuskog baroknog rivala. Palača je značajna zbog brojnih hramova i vrtnih građevina u parku Sanssouci. 

## Povijest
Palaču je dizajnirao arhitekt Georg Wenzeslaus von Knobelsdorff i izgradio ju od 1745. do 1747. kako bi udovoljio želji kralja Fridrika za privatnom rezidencijom u kojoj bi se mogao opustiti daleko od pompe i ceremonija Berlinskog dvora. To je naglašeno i samim imenom palače: na francuskom sans souci znači "bez briga" ili "bezbrižno". Fridrik II. Veliki je ignorirao arhitekte koji su mu savjetovali da izgradi još jedan kat (piano nobile), te zbog toga dvorac izgleda jako malen gledano iz parka, više poput oranžerija (vrtne zgrade) nego kao palača, a iz dvorca nije najbolji pogled na park. Zbog nesuglasica oko smještaja palače u parku, Knobelsdorff je otpušten godine 1746., a Jan Bouman, nizozemski arhitekt, je završio projekt.
Tijekom 19. stoljeća Sanssouci je postao rezidencijom pruskog kralja Fridrika Vilima IV. koji je zaposlio arhitekta L. Persiusa da obnovi i uveća palaču, dok je Ferdinand von Arnim bio zadužen da napravi korekciju tla i popravi pogled iz palače. Palača, zajedno s gradom Potsdamom, je ostao dvorskom rezidencijom njemačkih carskih obitelji sve do pada dinastije Hohenzollern 1918. U njihovom vlasništvu je i bila do godine 1927. kada je pripala Pruskoj upravi za parkove i palače ("Verwaltung der Staatlichen Schlösser und Gärten").
Tijekom Drugog svjetskog rata, palača je ostala skoro nedirnuta (osim Fridrikovog mlina koji je uništen), unatoč razornim bitkama koje su se odvijale u njenoj neposrednoj blizini 1945. Nakon rata postala je turističkom atrakcijom u Istočnoj Njemačkoj, i nije doživila sudbinu drugih carskih spomenika u Istočnoj Njemačkoj koji su zbog nemara propadali.  Palača je održavana u skladu s njenom važnošću, i otvorena za javnost. 
Nakon ujedinjenja Njemačke godine 1990., vraćena je većina njenog blaga s obje strane Njemačke i ispunjena je posljednja želja Fridrika Velikog, te je on sahranjen u svojoj palači, u grobnici koja gleda na njen park.  Iste je godine palača Sanssouci upisana na UNESCOv popis mjesta svjetske baštine u Europi (kao jedan od dvoraca u Potsdamu i Berlinu), a 1995. osnovana je i zaklada koja održava pruške palače i vrtove od Berlina do Brandenburga. Ove palače danas posjećuje više od dva milijuna posjetitelja godišnje iz cijeloga svijeta. 

## Odlike
Palača je zapravo velika jednokatna vila—više nalik na Château de Marly nego na Versailles. Sastoji se od deset osnovnih soba izgrađenih na obronku terasastog parka. Kralj Fridrik je toliko utjecao na njen plan i uređenje da se njen stil karakterizira kao originalni "Fridrikov rokoko", a toliko je suživio s tom palačom da je rekao kako će "to mjesto umrijeti s njim".
Kada je upisana na UNESCOV popis svjetske baštine navedeno je:
| „ | Palača i park Sanssouci, poznata i kao "Pruski Versailles", je sinteza umjetničkih pokreta 18. stoljeća u gradovima i dvorovima Europe. Ovaj sklop je jedinstven primjer arhitektonske kreativnosti i vrtnog dizajna u duhu intelektualnog duha monarhijskih ideja države. | ” |
|   | |   |

- Datoteka:Sanssouci-Air.jpg

## Vanjske poveznice
- ICOMOSova procjena svjetske baštine
- Pogled iz zraka  Arhivirana inačica izvorne stranice od 13. listopada 2006. (Wayback Machine)
- fotografije palače Sanssouci  Arhivirana inačica izvorne stranice od 22. svibnja 2011. (Wayback Machine)
- 360° foto